# Calum Clark
Pour les articles homonymes, voir Clark.
Pas d'image ? Cliquez ici

a Compétitions nationales et continentales officielles uniquement.

b Matchs officiels uniquement.
Dernière mise à jour le 27 février 2025.
Calum Clark, né le 10 juin 1989 à Stockton-on-Tees, est un joueur anglais de rugby à XV évoluant comme troisième ligne aile.

## Biographie

### Carrière en club
Formé par Leeds Carnegie, Calum Clark fait ses débuts professionnels en 2007 en championnat d'Angleterre de rugby à XV de 2e division avec son club formateur . Il dispute 22 matchs avec le club du Yorkshire pour sa première saison et est appelé dans la foulée en Équipe d'Angleterre des moins de 20 ans.
Il rejoint en 2010 le club de Northampton dont il devient l'un des cadres. Son parcours avec Northampton est marqué par une suspension de 32 semaines en 2012 pour avoir causé la fracture du coude du talonneur de Leicester Rob Hawkins et par une saison 2015-2016 blanche en raison d'une blessure à l'épaule contractée lors d'un match amical contre les Wasps.

### Carrière internationale
Calum Clark est retenu en 2008 en équipe d'Angleterre des moins de 20 ans pour disputer le championnat du monde junior durant lequel l'Angleterre atteint la finale. Il devient capitaine des moins de 20 ans la saison suivante pour le Tournoi des Six Nations et championnat du monde junior durant lequel l'Angleterre atteint à nouveau la finale.
En 2014, il fait partie de l'équipe des England Saxons qui affrontent les Ireland Wolfhounds (en).
En 2015, il connaît sa première (et unique) cape internationale lors d'un match de préparation à la coupe du Monde contre la France.

## Palmarès
- Finaliste du Championnat du monde junior en 2008 avec l'équipe d'Angleterre des moins de 20 ans.